# Caleta Carrasco
Die Caleta Carrasco (spanisch, in Argentinien Caleta La Vuelta) ist eine 1,3 km breite und 1,4 km lange Bucht auf der Nordwestseite der Wiencke-Insel im Palmer-Archipel westlich der Antarktischen Halbinsel. Sie liegt 2,5 km südlich des Cabo Laure der Anvers-Insel.
Chilenische Wissenschaftler benannten sie nach Adolfo Carrasco Lagos, Kapitän der Yelcho bei der 28. Chilenischen Antarktisexpedition (1973–1974). Der Hintergrund der argentinischen Benennung ist nicht überliefert.